# Термоусаживающиеся материалы
Термоуса́живаемые материалы — материалы на основе термополимеров, обладающие свойством сжиматься, расширяться или как-то иначе изменять свои геометрические размеры и форму при нагревании горячим воздухом, открытым пламенем или в горячей воде.
Производятся в виде трубок различного диаметра либо плёнки.

## Применение
- как изоляция в качестве заменителя изоленты;
- восстановление изоляции повреждённых проводов;
- для маркировки концов жил кабеля (разноцветная или с буквенными обозначениями);
- в составе термоусаживаемых кабельных муфт;
- термоусаживаемые пластмассовые заклёпки[источник не указан 387 дней];
- механическая фиксация тонких деталей в сочетании с клеевым соединением в различных устройствах;
- обрезинивание конвейерных роликов, катков;
- как упаковочный материал;
- декоративное оформление различных предметов и оборудования, замена лакокрасочному покрытию;
- защита от коррозии;
- экранирование радиоэлектроники[1];
- механическая защита от внешних воздействий топливных и гидравлических систем в автомобилестроении, авиации, химической и нефтперерабатывающей промышленности.

Материал может усаживаться на предметы со сложным профилем, обеспечивая хорошую электрическую изоляцию и механическую защиту, осуществлять внутреннее полимерное покрытие металлических труб для антикислотной и антищелочной защиты, а в некоторых случаях — герметизацию (трубки с клеевым слоем) и защиту от химических и термических воздействий (трубки из сложных полимеров).
В России часто встречаются названия: «термоусадочная трубка», «термоусаживающаяся трубка» и более правильное «термоусаживаемая трубка». Также существуют аббревиатурные названия ТУТ (термоусаживаемая трубка), трубка ТУТнг (термоусаживаемая трубка негорючая). Кроме того, известны терморасширяющиеся трубки (ТРТ).
В Советском Союзе первыми (в 1981 г.) разработали и внедрили в производство в лаборатории ВНИИПЭМ ЛенПЭО Минмонтажспецстроя СССР на основе своих авторских свидетельств термоусаживаемые кабельные муфты (кабельные муфты, использующие термоусаживаемые детали — «перчатки», трубки и манжеты и др.) и терморасширяющиеся трубки.

## Изготовление
Термоусаживающиеся материалы (точнее, термоусаживаемые детали) изготавливаются преимущественно из полиэтилена низкого или высокого давления той геометрической формы, которую они примут после термоусадки, затем они подвергаются химическому или радиационному воздействию (модифицированию). При этом от линейных молекул полимера отщепляются атомы водорода, и молекулы сшиваются между собой, тем самым образуя каучукоподобную сетчатую структуру. Затем изделие нагревается до температуры плавления исходного материала (в нагретом виде оно становится мягким, эластичным, но, вследствие модифицирования, не плавится) и в горячем виде деформируется (растягивается, сжимается и пр.) до нужных размеров и форм, затем охлаждается до комнатной температуры. Полученная деталь приобретает «память формы» и при повторном нагреве в свободном состоянии восстанавливает свою первоначальную геометрическую форму.
Существует множество полимеров, из которых изготавливаются термоусаживаемые материалы, и их свойства определяют свойства конкретного изделия. Кроме полиэтилена и полимеров полиолефиновой группы, материалы изготавливают из поливинилиденфторида (PVDF, Kynar), полиэтилентерефталата (PET, полиэстер), политетрафторэтилена (PTFE, тефлон), поливинилхлорида (PVC), фторкаучука и других, более экзотических материалов, придающих трубкам новые уникальные свойства: стойкость к высоким температурам, нефтепродуктам, кислотам, щелочам, хлорфторуглеродам и т. д.
Температурный диапазон эксплуатации термоусаживаемых изделий, в зависимости от материала, может находиться в промежутке от −60 °C до +260 °C. Наиболее распространённые трубки из полиолефинов имеют стандартную рабочую температуру от −50 °C до +125 °C.